# Science Adventure
Science Adventure (科学アドベンチャー?, Kagaku adobenchā) è una serie di videogiochi visual novel creata da 5pb. e Nitroplus. Dai giochi sono stati tratti manga e anime che condividono le tematiche fantascientifiche.

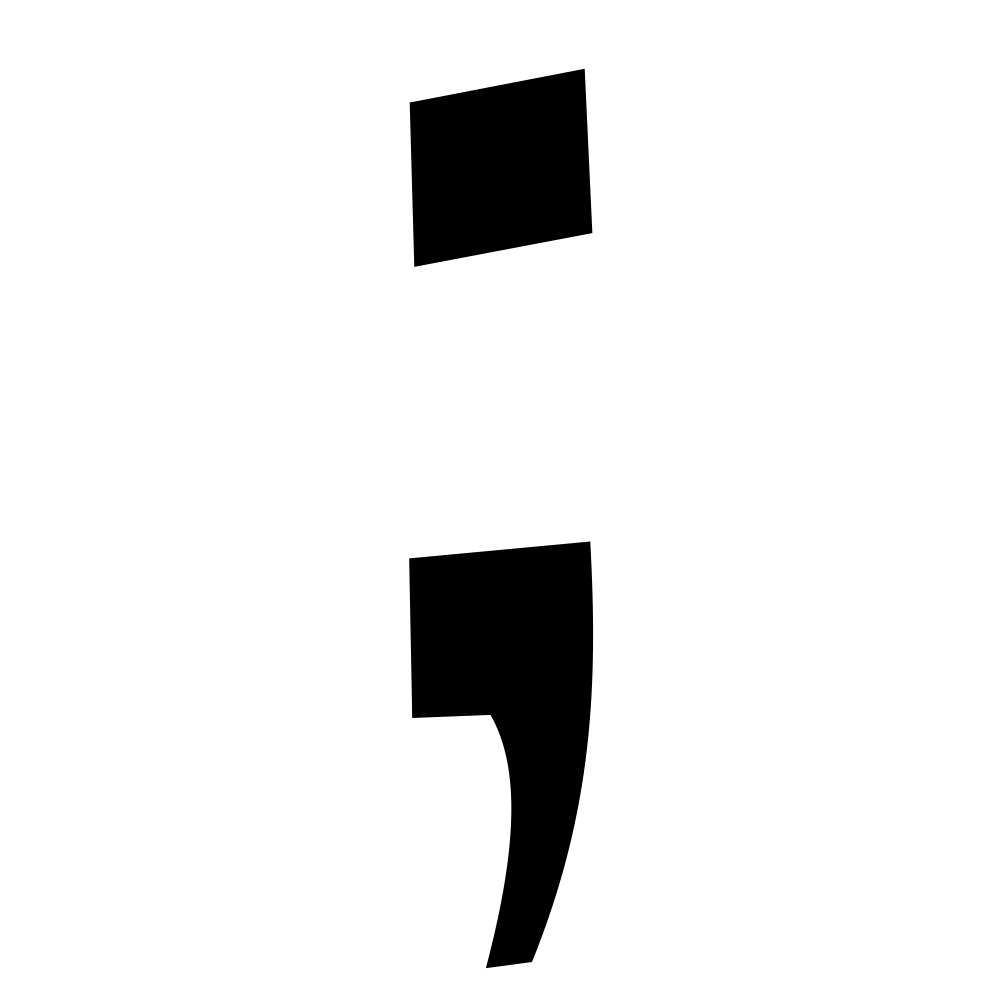
Una delle caratteristiche della serie Science Adventure è la presenza di un punto e virgola nei titoli

Il primo titolo della serie è Chaos;Head (2008), seguito da Steins;Gate (2009) e Robotics;Notes (2012). Successivamente sono stati pubblicati Chaos;Child e Steins;Gate 0, rispettivamente sequel e midquel dei primi due titoli della serie, e Steins;Gate: My Darling's Embrace, spin-off della seconda. Nel 2019 è stato distribuito Occultic;Nine, basato sull'omonima light novel del 2014. Il sesto titolo della serie, Anonymous;Code, è stato pubblicato in Giappone nel luglio 2022.
Il produttore Chiyomaru Shikura ha citato Ritorno al futuro - Parte II tra le influenze della serie, che è ambientata in aree quali Shibuya e Akihabara.

## Titoli
I titoli della serie principale sono:
1. Chaos;Head (2008),
2. Steins;Gate (2009),
3. Robotics;Notes (2012),
4. Occultic;Nine (2014)
5. Anonymous;Code (2022)

Successivamente sono stati pubblicati: 
1. Steins;Gate: My Darling's Embrace (2011) spin-off di Steins;Gate
2. Chaos;Child (2014), sequel di Chaos;Head
3. Steins;Gate 0 (2015), midquel di Steins;Gate

## Ordine
L'ordine cronologio della serie è:
1. Chaos;Head ambientato nel 2008,
2. Steins;Gate ambientato nel 2010,
3. Steins;Gate: My Darling's Embrace ambientato nel 2011,
4. Steins;Gate 0 ambientato nel 2012,
5. Occultic;Nine ambientato nel 2014,
6. Chaos;Child ambientato nel 2015,
7. Robotics;Notes ambientato nel 2019,
8. Anonymous;Code ambientato nel 2037